# Antun Vramec
Antun Vramec, född 9 juni 1538 i Vrbovec, död 1587 i Varaždin, var en kroatisk teolog.
Vramec var en av den kroatiska reformationens föregångare. Han utgav 1578 i Ljubljana en Kronika vezda znovich zpravljena kratka szlouenzkim jezikom och publicerade i sitt tryckeri i Varaždin sin stora slaviska postilla 1586.